# یواس‌اس کودیاک (ال‌اس‌ام-۱۶۱)
یواس‌اس کودیاک (ال‌اس‌ام-۱۶۱) (به انگلیسی: USS Kodiak (LSM-161)) یک کشتی بود که طول آن ۲۰۳ فوت ۶ اینچ (۶۲٫۰۳ متر) بود. این کشتی در سال ۱۹۴۴ ساخته شد.